# Салвадор-де-Товеду
Салвадор-де-Товеду (порт. Salvador de Touvedo)  —  район (фрегезия) в Португалии,  входит в округ Виана-ду-Каштелу. Является составной частью муниципалитета  Понте-да-Барка. По старому административному делению входил в провинцию Минью. Входит в экономико-статистический  субрегион Минью-Лима, который входит в Северный регион. Население составляет 173 человека на 2001 год. Занимает площадь 2,20 км².